# (343) Ostara
(343) Ostara est un astéroïde de la ceinture principale découvert par Max Wolf le 15 novembre 1892.
Il est nommé d'après la divinité germanique Ostara, dont Éostre est l'équivalente anglo-saxonne.